# Anime alla deriva (film)
Anime alla deriva (Bondage) è un film del 1933 diretto da Alfred Santell.

## Produzione
Il film fu prodotto dalla Fox Film Corporation.

## Distribuzione
Distribuito dalla Fox Film Corporation, il film uscì nelle sale cinematografiche statunitensi il 22 aprile 1933. In Portogallo venne distribuito l'11 maggio 1934 con il titolo Mães Solteiras.